# Dungeon crawl
Dungeon crawl (inne nazwy to dungeon crawler i dungeon bash) – typ przygody występujący w grach fabularnych, w którym bohaterowie penetrują lochy (lub inne, przypominające labirynt miejsce, takie jak zamek lub jaskinia), walczą z potworami (często są nimi smoki lub orkowie), pokonują różnego rodzaju czyhające na nich pułapki oraz zbierają znajdujące się w owym lochu skarby.
Termin ten najczęściej jest używany w pejoratywnym znaczeniu, gdyż przygody tego typu często nie posiadają spójnego scenariusza bądź też są po prostu nielogiczne. Ze względu na prostotę przygód tego typu zwykle są one uważane za łatwiejsze do poprowadzenia przez Mistrza Gry niż przygody bardziej skomplikowane. Styl hack and slash często obecny w takich przygodach jest natomiast ceniony przez graczy nastawionych na akcję i walkę.
Wszystkiego rodzaju pomoce, takie jak mapy, modele czy figurki są w dungeon crawlach bardzo często używane, by móc lepiej przedstawiać wygląd danego lochu.
Tego typu przygody bardzo często pojawiają się w komputerowych grach fabularnych a szczególnie w grach roguelike (losowe tworzenie podziemi, potworów i skarbów obecne w grach roguelike można by nawet uznać za kwintesencję stylu dungeon crawl).
Słowo dungeon (z ang. „podziemia, loch”) zostało prawdopodobnie zaczerpnięte z nazwy gry fabularnej Dungeons & Dragons. Obecnie (w kontekście gier fabularnych) nie oznacza ono jednak jedynie jakiegoś rodzaju więzienia, lecz każdą niebezpieczną, ograniczoną przestrzeń, taką jak na przykład grotę, ruiny twierdzy czy też wrak statku.